# Cyntoia Brown

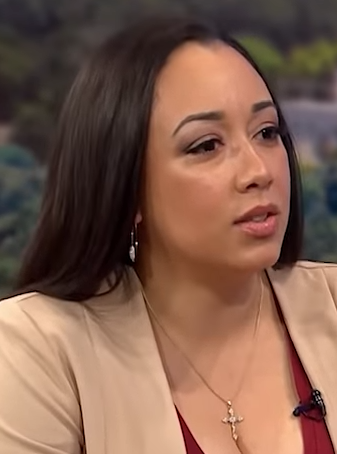
Cyntoia Brown

Cyntoia Brown Long (geboren als Cyntoia Denise Brown am 29. Januar 1988 in Fort Campbell, Kentucky) ist eine Amerikanerin, die im Alter von 16 Jahren für den Mord und Raub an Johnny Michael Allen zu 51 Jahren Haft verurteilt wurde. Brown sagte aus, dass Allen ihr 150 Dollar gab, um Sex mit ihm zu haben. Sie hätte, während sie in seinem Haus war, um ihr Leben gefürchtet und ihn aus Notwehr erschossen. Die Anklage ging davon aus, dass sie Allen tötete, um ihn auszurauben. Sie wurde schuldig gesprochen und zu 51 Jahren bis lebenslanger Haft verurteilt. Nachdem ihr Fall im Jahr 2017 öffentliche Aufmerksamkeit erhielt, reduzierte der Gouverneur von Tennessee Bill Haslam ihre Haftstrafe auf 15 Jahre, sodass sie am 7. August 2019 freigelassen wurde. Ihre Geschichte wurde im Dokumentarfilm Me Facing Life: Cyntoia's Story und in ihren Memoiren Free Cyntoia: My Search for Redemption in the American Prison System medial aufgenommen.

## Kindheit
Cyntoia Brown Long wurde am 29. Januar 1988 in Fort Campbell, Kentucky geboren. Ihr Vater ist nicht bekannt. Cyntoias Mutter trank während der Schwangerschaft Alkohol. Ihre Anwälte argumentierten während des Prozesses, dass sie mit Fetalem Alkoholsyndrom geboren wurde. Nach der Geburt wurde die Mutter kokainabhängig. Da sie nicht fähig war, sich um ihr Kind zu kümmern, gab sie Cyntoia zur Adoption frei.
Obwohl sie danach in einem behüteten Haushalt aufwuchs, begann Brown kriminelles Verhalten zu zeigen. Sie verlebte vom April 2001 bis September 2003 Zeit im Department of Childrens Services nachdem sie „Straftaten gegen eine Person und Eigentum“ begangen hatte. Nachdem sie zwei Jahre in Jugendhaft verbracht hatte, wuchs sie in anderen Jugendeinrichtungen weiter auf. Sie lief mehrmals von diesen Einrichtungen davon. Am Ende war sie obdachlos in Nashville ab August 2004.
Nachdem Long obdachlos wurde, traf sie Garion L. McGlothen (auch bekannt als Kut-Throat (Kehlenaufschlitzen) oder Cut), welcher sie zur Prostitution zwang. Während dieser Zeit lebte sie im InTown Suites Hotel. Brown finanzierte sich und McGlothen durch Zwangsprostitution. McGlothen bedrohte, schlug und vergewaltigte Brown mehrmals.

## Tod von Johnny Allen
In der Nacht vom 6. August 2004 traf die 16-jährige Brown den 43-jährigen Johnny Michael Allen auf einem Parkplatz des Sonic Drive-In an der Murfreesboro Straße in Nashville, Tennessee. Allen war von Beruf Immobilienmakler. Das Schutzalter in Tennessee liegt bei 18 Jahren. Nach Aussage von Brown fragte Allen sie, ob sie hungrig sei und „Lust auf Action“ hätte. Sie bejahte beides und Allen fuhr mit ihr zu seinem Haus. Sie bestellten Abendessen. Brown gab an, dass sie mit Allen ausmachte, für 150 Dollar mit ihm zu schlafen. Dazu kam es jedoch nicht. Nach einiger Zeit schoss Brown Allen von hinten mit einer Kaliber 40 Handwaffe in den Kopf. Sie verließ das Haus in Allens Ford F-150 mit seinem Portemonnaie, das 172 US-Dollar enthielt. Außerdem nahm sie zwei seiner Waffen mit. Sie ließ das Auto auf einem Wal-Mart-Parkplatz stehen. Die Polizei nahm Brown und McGlothen später in der Nähe der InTown Suites fest.

## Festnahme und Prozess
Brown wurde Mord, Raub, illegaler Waffenbesitz und Identitätsbetrug vorgeworfen. Obwohl sie zum Tatzeitpunkt nicht 18 war, wurde für sie das Strafrecht für Erwachsene angewandt. Diese Entscheidung wurde von der Jugendrichterin Betty Adams Green am 14. November 2004 getroffen, mit der Begründung, dass Brown eine zu große Gefahr für die Allgemeinheit darstelle, als dass man sie im Jugendjustizsystem reformieren könne.
Brown gab an, dass sie Allen in Notwehr erschoss. Dadurch wäre die Tötung nach dem amerikanischen Justifiabile Homicide Law (Entschuldbare Tötung) straffrei gewesen.
Brown sagte aus, dass Allen sie mehrmals bedroht hätte und über ihr stand, während sie im Bett lag. Außerdem sagte sie, dass sie davon ausging, dass Allen dabei war nach einer Waffe zu greifen, als sie im Bett lag. Deswegen erschoss sie Allen mit der Waffe, die sie von ihrem Zuhälter zum Schutz bekommen hatte. Die Polizei fand keine Waffe in der Nähe von Allens Bett. Nach der Lage der Leiche von Allen ging die Polizei davon aus, dass er eventuell im Schlaf erschossen wurde. Seine Hände sollen unter seinem Kopf positioniert gewesen sein. Diese Aussage der Polizei half der Anklage dabei die Tat als Tötung und Raub darzustellen.
Nach Aussage von Gerichtsdokumenten bedrohte Brown eine Krankenschwester im Gefängnis, in dem sie zu ihr sagte: „Ich habe einen Mann durch einen Kopfschuss getötet, du Schlampe, ich würde dir gerne dreimal in den Kopf schießen. Ich würde gerne dein Blut auf den Boden spritzen hören.“ Ein Mitschnitt eines Telefonats mit ihrer Adoptivmutter wurde ebenfalls als Beweis gegen Brown verwendet. Dort sagte sie: „Ich habe ihn exekutiert.“ Außerdem sagte ein Mithäftling gegen Brown aus. Sie hätte gesagt, dass sie Allen tötete „nur um zu wissen, wie es sich anfühlt jemanden umzubringen.“ Sie wurde wegen Mordes und schwerem Diebstahls zu 51 Jahren bis lebenslänglicher Haft verurteilt.

## Gefängnisaufenthalt
Brown verlebte ihre Strafe im Hochsicherheitsgefängnis Tennessee Prison for Women in Nashville. Nach ihrer ursprünglichen Verurteilung hätte sie frühestens mit 67 vorzeitige Haftentlassung beantragen können. Im Gefängnis machte Brown ihren Schulabschluss mit dem General Educational Development Test mit 656 Punkten von maximal 800 (vergleichbar mit dem Abitur). Danach machte sie einen Community-College-Abschluss (Associate Degree) in Geisteswissenschaften mit Bestnote und einen Bachelorabschluss von der Lipscomb Universität in der Führung von Organisationen im Mai 2019 ebenfalls mit Bestnote.
Browns früherer Zuhälter McGlothen wurde am 30. März 2005 im Alter von 24 Jahren erschossen.
Der Produzent des Dokumentarfilms über Brown Me Facing Life: Cyntoia's Story, Dan Birman, verfolgte ihren Fall und andere Fälle von harten Strafen für Jugendliche in einer Siebenteiligen Onlineserie, die von 2016 bis 2017 unter Sentencing Children (Die Verurteilung von Kindern) ausgestrahlt wurde.
Während Brown im Gefängnis war, heiratete sie den Musiker und Unternehmer Jamie Long, CEO von JFAM Music, Inc. Sie nahm den Namen Cyntoia Brown Long an. Ihre Memoiren Free Cyntoia: My Search for Redemption in the American Prison System werden von Atria Books, einem Verlag von Simon & Schuster veröffentlicht.

## Browns Appelle
Am 21. November 2017 erlangte Browns Fall große öffentliche Aufmerksamkeit dadurch, dass mehrere Prominente auf sozialen Medien ihren Unmut über die harte Strafe ausdrückten. Darunter waren Rihanna, Kim Kardashian, T.I., Snoop Dogg und LeBron James. Im März 2018 wurde bekannt gegeben, dass das Justizsystem sich dem Gnadengesuch von Brown annehmen würde. Die öffentliche Anhörung fand am 28. Mai 2018 statt. Mehrere Zeugen sagten für Brown aus, darunter Angestellte der Lipscomb Universität, ihr früherer Ankläger Preston Shipp, Gefängnisangestellte und Opferschutzaktivisten. Der Kriminalbeamte Charles Robinson sagte aus, dass Brown kein Opfer von Kinderprostitution gewesen sei, wie ihre Befürworter es wahr haben wollten. Sie hätte Allen aus Habgier erschossen. Doch selbst ihr früherer Ankläger sagte in einem Interview mit Fox News, dass Allen Brown mit zu sich nach Hause nahm, um sie für Sex zu bezahlen.
Am 6. Dezember 2018 entschied der oberste Gerichtshof von Tennessee, dass Browns frühzeitige Haftentlassung erst nach 51 Jahren Haftverbüßung möglich sei. Nach dieser Entscheidung gab es wiederholt einen Aufschrei in sozialen Medien. Das Büro des Gouverneurs von Tennessee, Bill Haslam, wurde mit Briefen und Anrufen überflutet. Am 7. Januar 2019 entschied Haslam die Haftstrafe von Brown auf 15 Jahre mit 10 Jahren Bewährung zu verkürzen. Brown wurde am 7. August 2019 aus dem Gefängnis entlassen. Haslam sagte, dass seine Entscheidung durch sorgfältige Überlegungen über einen tragischen und komplexen Fall zustande kam. Er sagte, dass die Verurteilung einer Jugendlichen zu einer Haftstrafe, die ihr erst nach 51 Jahren die Möglichkeit zu frühzeitiger Haftentlassung gibt, eine zu harte Strafe sei.